# Dansk National Samling
Dansk National Samling (DNS) var et nazistisk parti i Danmark stiftet i august 1944 af flere fremtrædende danske nazister med ledelse af Ejnar Jørgensen. De var i opposition til resterne af DNSAP. Partiet var tænkt som et forsøg på at samle dansk nazisme. Forsøget mislykkedes da det aldrig fik nogen særlig tilslutning, og partiet ophørte i marts 1945. Flere af partiets medlemmer vendte tilbage til DNSAP, da "Dansk National Samling" blev underlagt DNSAP.